# Pétra (ort i Grekland, Nordegeiska öarna)
Pétra är en ort i Grekland.   Den ligger i prefekturen Nomós Lésvou och regionen Nordegeiska öarna, i den östra delen av landet, 260 km nordost om huvudstaden Aten. Pétra ligger 6 meter över havet och antalet invånare är 1 299. Den ligger på ön Lesbos.
Terrängen runt Pétra är huvudsakligen kuperad, men norrut är den platt. Havet är nära Pétra åt nordväst. Runt Pétra är det glesbefolkat, med 19 invånare per kvadratkilometer. Närmaste större samhälle är Agía Paraskeví, 12,1 km sydost om Pétra. 